# Basílica da Candelária
A Basílica e Real Santuário Mariano de Nossa Senhora da Candelária é o principal santuário mariano nas Ilhas Canárias (Espanha), é também o santuário que abriga o maior número de peregrinos (2,5 milhões de visitantes por ano). O santuário está localizado na cidade de Candelaria, em Tenerife. Dentro do templo é venerada imagem de Nossa Senhora da Candelária (padroeira das Ilhas Canárias). É um dos mais importantes santuários marianos do Espanha.

## História e descrição
O Santuário de Candelária é construído perto da caverna onde o Guanches venerada a Virgem Maria, perto do local da aparição. A basílica foi construída por José Enrique Marrero Regalado, iniciada em 1949 e foi concluída em 1959. Junto à basílica e anexado a ele disponíveis para o convento dominicano de Candelária, uma ordem religiosa a cargo do santuário, dentro do convento é do Museu de Arte Sacra. Além da imagem da Virgem, outro elemento importante do interior da basílica são as pinturas de parede. Uma dessas pinturas representa José de Anchieta (Apóstolo do Brasil), que era um nativo da ilha de Tenerife, fundando a cidade de São Paulo.
Eles também são famosas esculturas dos nove Menceyes (reis indígenas) de Tenerife, situado na Plaza de la Patrona de Canarias ao lado da basílica. A Plaza de la Patrona de Canarias é uma grande praça em frente à Basílica de Candelaria, neste local são realizados grandes eventos religiosos e culturais. Cada 2 de fevereiro e 15 de agosto milhares de peregrinos de todas as partes das Ilhas Canárias e em outras partes da Espanha, em peregrinação ao santuário para celebrar a festa em honra da padroeira das Ilhas Canárias. Em fevereiro destaca a Procissão das Velas e agosto a Encenação da Aparição da Virgem.
O templo foi proclamado pelo Papa Bento XVI como Basílica Menor de 24 de janeiro de 2011 e foi solenemente consagrada como tal em 2 de fevereiro daquele ano, coincidindo com a festa da Candelária.

## Dentro

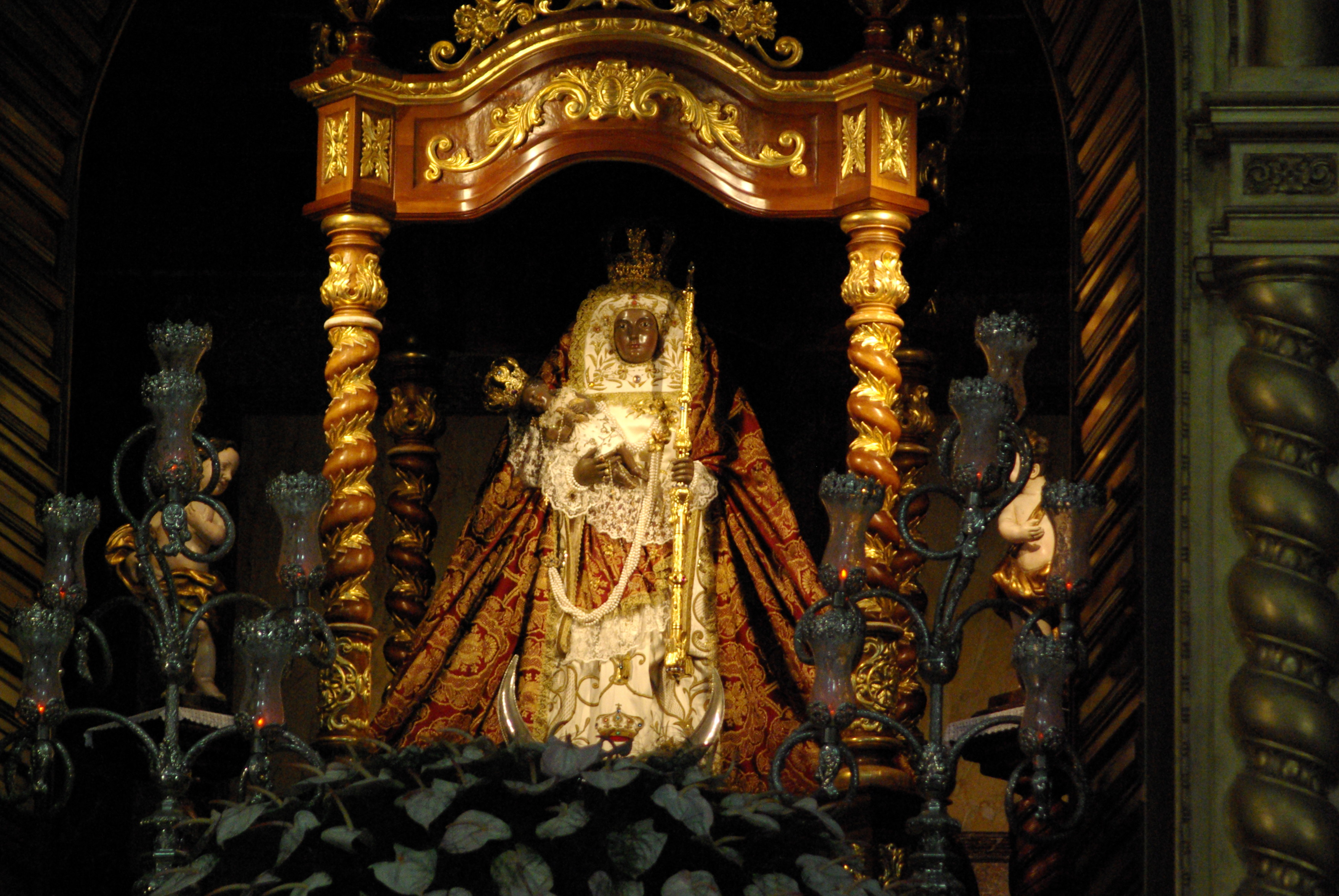
Imagem de Nossa Senhora da Candelária dentro da basílica.

A basílica é um edifício de tamanho considerável, com capacidade para 5000 pessoas. O templo tem três naves, várias capelas, a Salão de Velas e da capela da Virgem:
- Capela e Camarín de Nossa Senhora: é uma sala atrás do altar, neste lugar é a imagem da Virgen de Candelaria, os fiéis vêm aqui depois de cada missa para estar mais perto da imagem da Virgem.
- Capela do Sacrário: onde está permanentemente exposto o Santíssimo Corpo de Cristo na Hóstia Consagrada. Sublinha nesta capela uma pintura representando a Última Ceia.
- Capela da Reconciliação: dedicada à celebração do Sacramento da Reconciliação (Confissão). Ele destaca uma imagem dramática de Cristo crucificado.
- Salão de Velas: é o lugar onde os fiéis acendem velas e fazer pedidos.